# 建民绿地公园

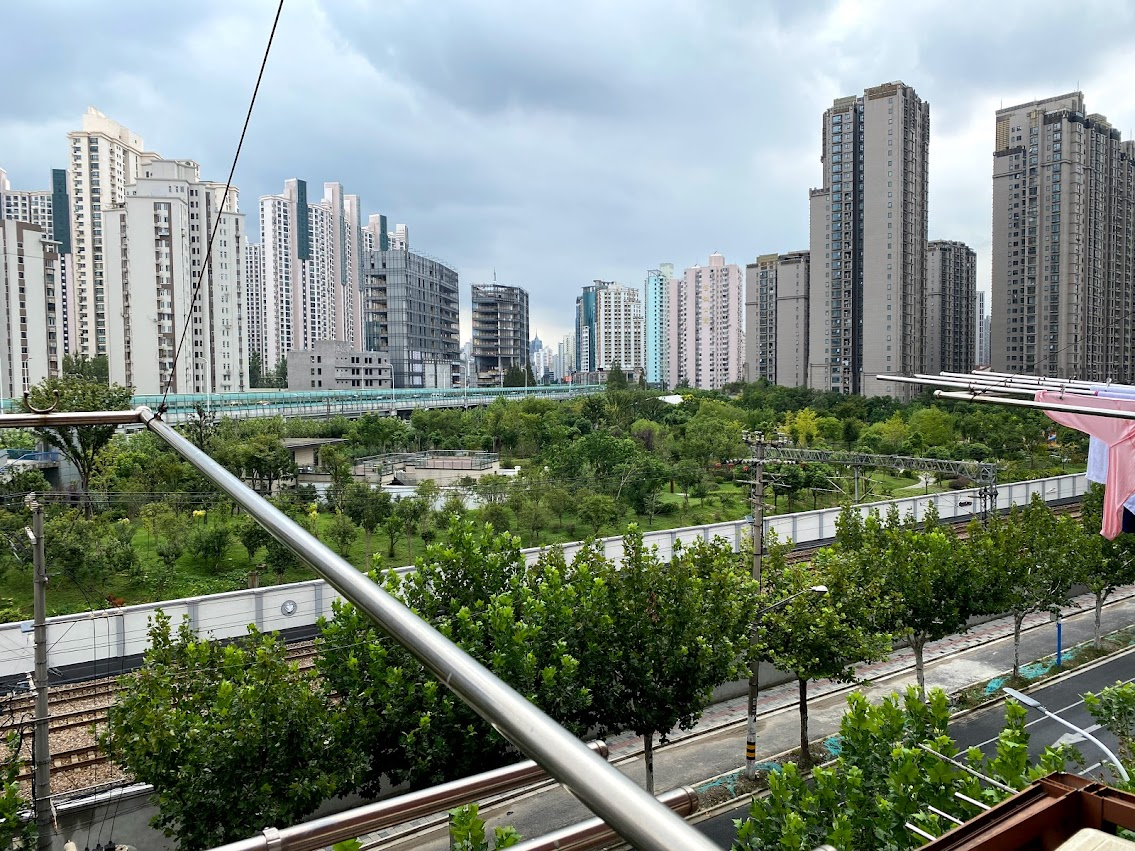
建民綠地公園

建民绿地公园是中華人民共和國上海市普陀區的一個公園，位於由上海内环线、光新路和京沪铁路圍成的三角地帶，占地面积约4万平方米，公園內有人工湖、亲水平台、景观架廊、儿童乐园和篮球场。原先此地是名為建民村的棚戶區，2010年完成拆遷，並在此地啟動建民綠地公園建設工作。公園原本計劃是香溢花城的配套设施，後來決定改為對外開放的公園。2018年底公園通過驗收，2019年4月交付使用。